# Aston Martin V12 Zagato
L'Aston Martin V12 Zagato és un cotxe de competició i alhora una edició limitada de carretera. Fabricat per Aston Martin en col·laboració amb l'empresa Zagato per celebrar el 50è aniversari de l'Aston Martin DB4GT Zagato.
Va ser vist per primera vegada a Lake Como, Itàlia, al "Concorso d'Eleganza Villa d'Este" del 21 de maig de 2011. El V12 Zagato va ser premiat amb el "Design Award for Concept Cars and Prototypes". Aquest premi també havia estat guanyat per l'Aston Martin One-77 al 2009. Aston Martin va anunciar que només fabricaria 101 unitats del V12 Zagato, això el fa un cotxe molt exclusiu i també molt desitjat. El preu d'aquest super-esportiu Aston és de 400.000€

## Detalls del cotxe
Aquest model dissenyat per Marek Reichman va ser presentat al Saló de l'Automòbil de Ginebra de 2012. Es tracta d'un model molt exclusiu, ja que només se'n fabricaran 101 unitats. El Zagato està equipat amb un motor V12 de 6 litres i amb els seus 517 CV té una velocitat punta de 305km/h i és capaç d'accelerar de 0-100km/h amb tan sols 4.2 segons.
Al contrari dels altres models Zagato que tenien la carrosseria dissenyada a Itàlia, aquest ha estat dissenyat per l'empresa Aston i, per tant, té poc a veure amb el fabricant italià Zagato. Aquest model es construeix a la mateixa línia de producció que ha fabricat el One-77, cosa que el fa un model 100% Aston Martin. La carrosseria du fins a cinc capes de pintura i només per això ja són necessàries unes 100 hores de feina. L'interior és bastant espaiós si el comparem amb altres models similars com el Ferrari 458 Itàlia. L'interior ha estat completament redissenyat i la pell, de fins a tres colors diferents, predomina com a material principal.
Està equipat amb una caixa de canvis manual de 6 velocitats i amb una suspensió molt dura que no es pot modificar electrònicament.

## Disseny
En aquest model, l'equip de dissenyadors d'Aston Martin va ser posat a prova; s'havia de crear un cotxe que no només servís per celebrar el 50è aniversari del DB4GT Zagato. El nou model havia de tenir una aparença digna d'un bon successor. Al mateix temps, l'equip de dissenyadors de l'empresa italiana Zagato estava treballant en el seu propi tribut al DB4GT. Un cop acabats els dissenys de les dues empreses, (Aston Martin i Zagato) aquests es van ajuntar i van acabar formant un cupè anomenat V12 Zagato.
Va ser llavors, el 2009, quan Aston Martin va fabricar el model d'exposició pel premi italià "Concorso d'Eleganza Design Award for Concept Cars and Prototypes", que va acabar guanyant. Tant els visitants com els clients de la firma britànica van quedar meravellats i el van votar com a el millor super-esportiu de la seva classe. Després d'obtenir aquest reconeixement, Aston Martin va crear la versió de competició del V12 Zagato i el va utilitzar a la cursa de les 24 Hores de Nürburgring de l'any 2011. Tothom va quedar sorprès amb el gran rendiment que va mostrar aquest model i l'empresa britànica va decidir crear la versió de carretera.

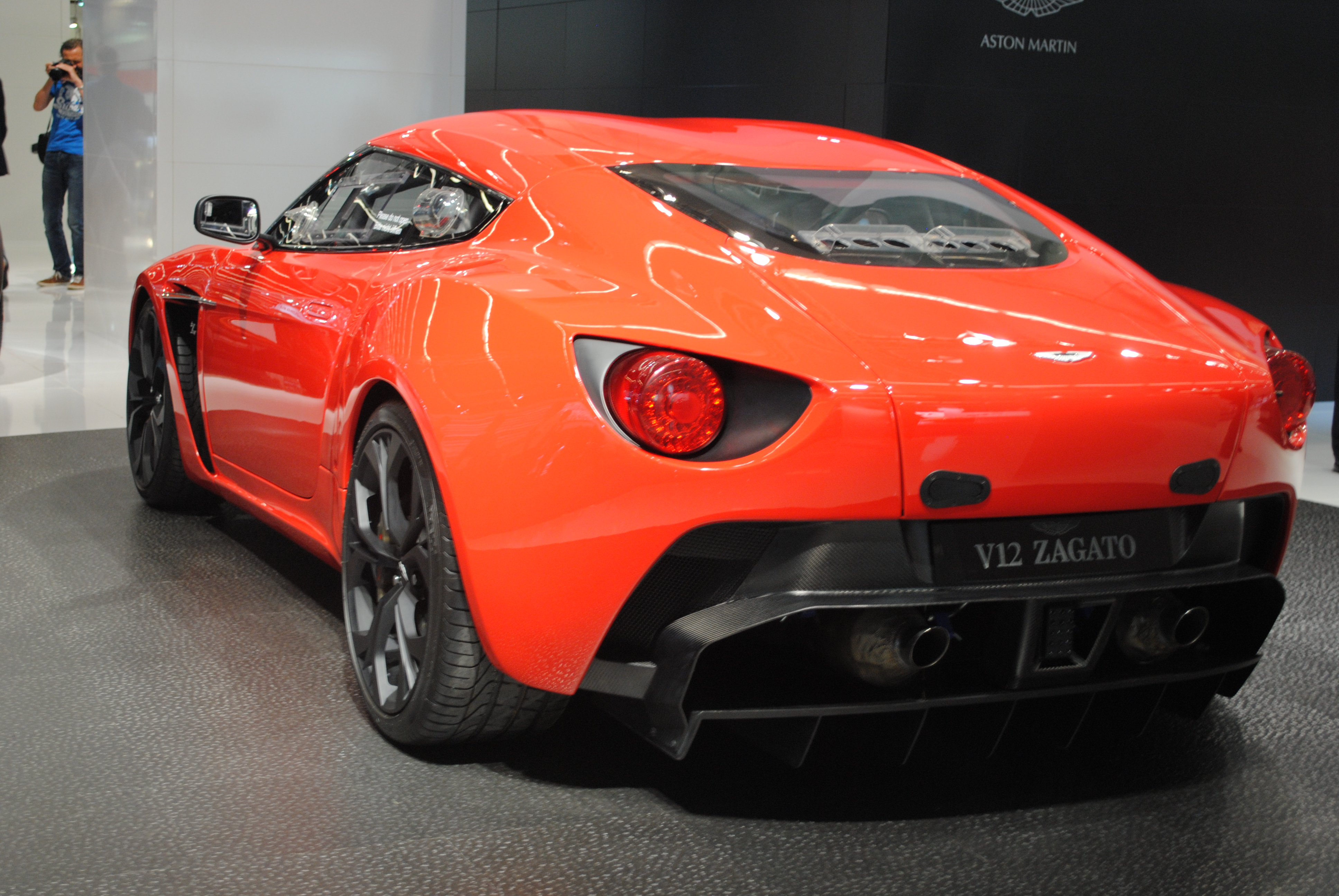
Aston Martin V12 Zagato, un model capaç de combinar elegància i brutalitat.

L'equip de dissenyadors d'Aston Martin va estar treballant per aconseguir un disseny d'allò més atractiu per la nova versió de carretera. Finalment el 2009, el nou V12 Zagato (road car) va ser presentat i va esdevenir tota una icona de la firma britànica. Segons l'empresa Aston: cada model és únic, una combinació de disseny, tecnologia, enginyeria i artesania. El V12 Zagato encaixa perfectament amb aquesta filosofia. Sorprenentment, la fabricació d'un V12 Zagato comporta unes 2,000 hores de feina, tan sols les seves cinc capes de pintura requereixen un excel·lent treball de 100 hores. Res del V12 Zagato és convencional, aquest cotxe es fabrica a mà i fent honor a les tradicions d'Aston Martin.
El V12 Zagato aconsegueix l'impossible, combinar elegància i brutalitat en un sol automòbil. La carrosseria està feta a mà i esculpida per tal d'aconseguir una aerodinàmica perfecta.
Aquest model gaudeix d'un disseny perfecte i és considerat una joia. Cada peça de fibra de carboni està perfectament treballada per assolir una simetria que mai s'havia aconseguit. El frontal és completament nou però segueix la típica línia de tots els models Aston. Aquesta nova reixa frontal està formada per petites "Z" que fan referència al nom de la famosa Zagato.